# Szagan (dopływ Irtyszu)
Szagan, Czagan (ros. Чаган, Шаган) – okresowa rzeka w północno-wschodnim Kazachstanie, lewy dopływ Irtyszu. Jej długość wynosi 295 km, powierzchnia zlewni 25,4 tys. km², średni przepływ 1,02 m³/s. Ma reżim śnieżny. Latem regularnie wysycha. 
Wypływa na północnym krańcu gór Czyngiztau na Pogórzu Kazachskim, płynie na północny wschód, wypływa na południowy skraj Niziny Zachodniosyberyjskiej i uchodzi do Irtyszu.